# Laguna Paiva
Laguna Paiva är en ort i Argentina.   Den ligger i provinsen Santa Fe, i den centrala delen av landet, 400 km nordväst om huvudstaden Buenos Aires. Laguna Paiva ligger 24 meter över havet och antalet invånare är 12 250.
Terrängen runt Laguna Paiva är mycket platt. Runt Laguna Paiva är det ganska tätbefolkat, med 172 invånare per kvadratkilometer.. Det finns inga andra samhällen i närheten.
Trakten runt Laguna Paiva består till största delen av jordbruksmark.